# マリーナ・マルチェンコ
マリーナ・アナトリイヴナ・マルチェンコ（ウクライナ語: Марина Анатоліївна Марченко、ラテン文字転写: Maryna Anatoliyivna Marchenko、1985年7月12日 - ）は、ウクライナの元女子バレーボール選手。元ウクライナ代表。

## 来歴

### クラブチーム
セヴェロドネツィク出身。10歳のときにバレーボールをはじめた。2003年、Krug Cherkasyへ入団。5年間在籍し、ウクライナ国内リーグでは2004/05～2007/08シーズンにかけて4連覇を果たした。2009年3月、シーズン途中からフランスのRCカンヌへ移籍し、2008/09、2009/10、2010/11シーズンのフランスリーグ、フランスカップでタイトル獲得に貢献した。2011/12シーズンはトルコやイタリアなど欧州各国の強豪クラブからのオファーがあった中でロシアのOmichkaと契約し、ロシアスーパーリーグで4位となった。2012年5月、ロシアのディナモ・モスクワへ移籍することが公表され、3年間在籍し、ロシアスーパーリーグでは3年連続で準優勝となった。ブランクの期間を経て、2017/18シーズンにトルコのサリエル・ベレディイェスポルでプレーし現役を引退した。

### 代表チーム
アンダーカテゴリーの代表として2002年、U-20欧州選手権に出場し銀メダルを獲得した。2007年、シニア代表に初選出される。2011年、欧州選手権に出場した。

## 球歴
- 欧州選手権 - 2011年

## 受賞歴
- 2013年 - 2012/13ロシアカップ ベストレシーバー賞

## 所属クラブ
- Krug Cherkasy（2003-2008年）
- RCカンヌ（2008-2011年）
- Omichka（2011-2012年）
- ディナモ・モスクワ（2012-2015年）
- サリエル・ベレディイェスポル（2017-2018年）